# (4265) Kani
(4265) Kani es un asteroide perteneciente al cinturón de asteroides, descubierto el 8 de octubre de 1989 por Yoshikane Mizuno y el también astrónomo Toshimasa Furuta desde el Kani Observatory, Kani, Japón.

## Designación y nombre
Designado provisionalmente como 1989 TX. Fue nombrado Kani en homenaje a la ciudad de Kani lugar de nacimiento del descubridor.